# Waldmoore bei Großdittmannsdorf
Die Waldmoore bei Großdittmannsdorf sind ein Naturschutzgebiet (NSG) im Landkreis Meißen und im Landkreis Bautzen in Sachsen. Das 93,5 ha große Gebiet mit der NSG-Nr. D 99 liegt nördlich von Boden, einem Ortsteil der Stadt Radeburg, im Süden der Laußnitzer Heide. Das Naturschutzgebiet wurde durch eine Verordnung des Regierungspräsidiums Dresden vom 19. Dezember 2000 (SächsABl. 2001 S. 98) festgesetzt. Diese wurde zuletzt geändert am 6. November 2001 (SächsABl. S. 1142). Das Naturschutzgebiet ist Bestandteil des FFH-Gebietes Nr. 4748-303 „Moorwaldgebiet Großdittmannsdorf“.

## Beschreibung
Der Schutzzweck ist u. a. die Bewahrung und Entwicklung folgender Biotopstrukturen: Moor- und Torfkörper mit Waldmooren, Sümpfe, seggen- und binsenreiche Nassstandorte, Moorwälder, Quellbereiche, naturnahe Kleingewässer, Verlandungsbereiche stehender Gewässer, höhlenreiche Altholzinseln und höhlenreiche Einzelbäume.